# Stokrotka (sieć handlowa)

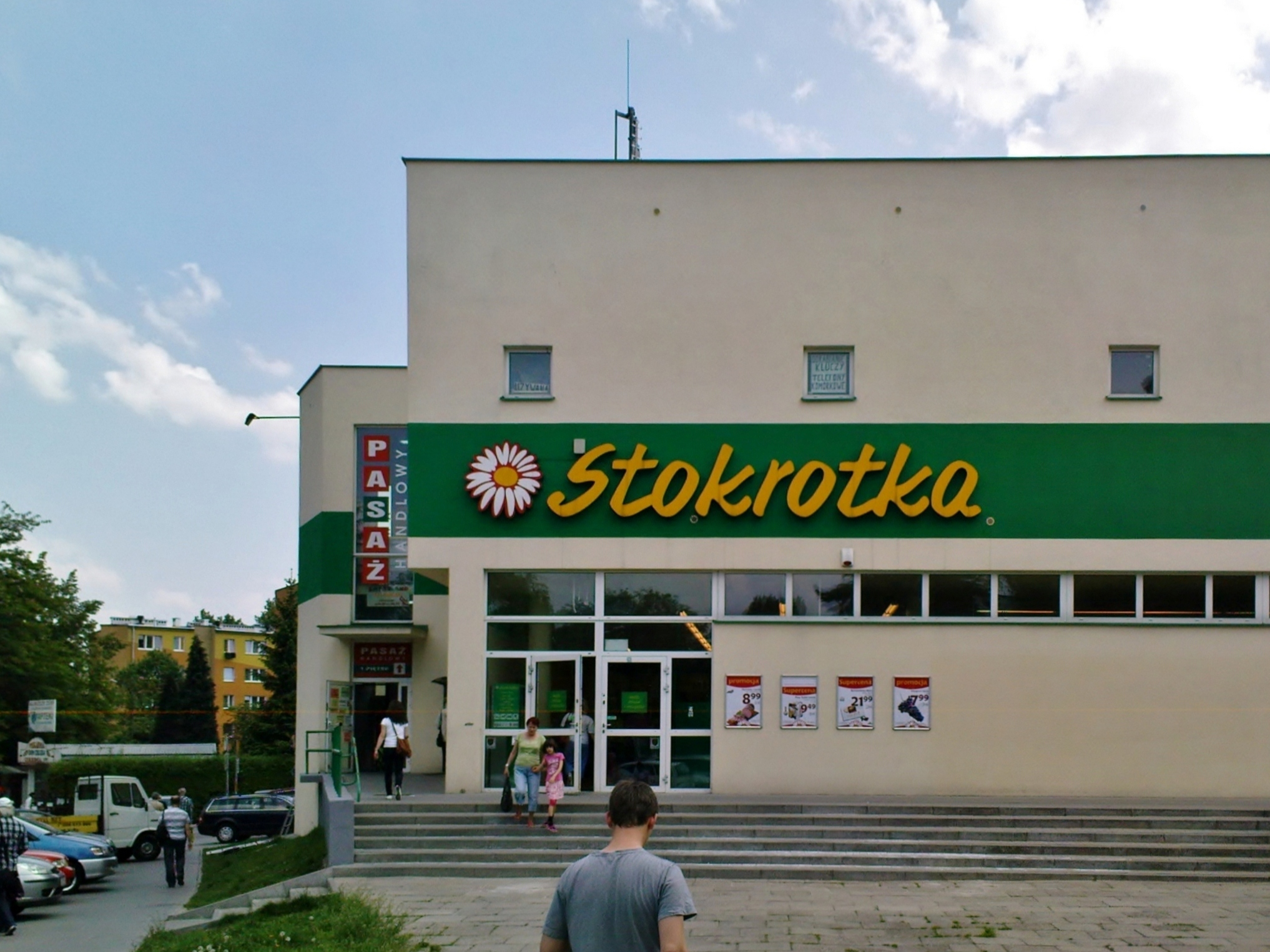
Stary logotyp Stokrotki na dyskoncie na krakowskim Osiedlu Na Kozłówce

Stokrotka, pełna nazwa Stokrotka sp. z o.o. – sieć supermarketów należąca do litewskiej grupy Maxima.

## Działalność
Stokrotka Sp. z o.o. została utworzona w 1994 r. w Lublinie. Pierwszą placówkę detaliczną sieci otwarto w 1996 r. w Łęcznej. W 2013 r. Stokrotka uruchomiła własną sieć logistyczną, mającą na celu zaopatrywanie swoich sklepów w towar. Sieć logistyczna składa się z centrum dystrybucyjnego w Teresinie pod Warszawą oraz 11 magazynów regionalnych. W styczniu 2016 r. Stokrotka otworzyła w Lublinie drugie centrum dystrybucyjne, powiększone w 2018 r., natomiast w 2019 r. sieć uruchomiła trzecie centrum, w Psarach w województwie śląskim. W listopadzie 2013 r. Stokrotka otworzyła pierwszy sklep franczyzowy w Puławach, natomiast w kwietniu 2017 r. sieć uruchomiła w Lublinie pierwszą placówkę o nazwie Stokrotka Express, pierwszy sklep typu convenience. We wrześniu 2017 r. sieć świętowała otwarcie 400. sklepu (sklep w Rykach). Rok później liczba obiektów zwiększyła o 100 – we wrześniu 2018 r. w lubelskim Krzczonowie otwarto 500. sklep. W maju 2019 r. sieć zwiększyła liczbę sklepów do 600. W kwietniu 2018 r. sfinalizowano przejęcie Emperia Holding, dotychczasowego właściciela sieci Stokrotka, przez litewską Maxima Grupė. Nowy właściciel trzy miesiące później zapowiedział połączenie sieci ze sklepami Aldik, a w 2019 r. z działającą na Pomorzu siecią Sano. W listopadzie 2019 r. sieć uruchomiła format sklepu o nazwie Stokrotka Optima, łączącego cechy supermarketu i dyskontu.
W 2022 roku sieć miała ponad 900 sklepów.